# Pimelodidae
Pimelodidae è una famiglia di pesci siluriformi.

## Tassonomia
- Aguarunichthys Stewart, 1986
- Bagropsis Lütken, 1874
- Batrochoglanis Gill in Eigenmann & Eigenmann, 1888
- Bergiaria Eigenmann & Norris, 1901
- Brachyplatystoma Bleeker, 1862
- Calophysus Müller & Troschel in Müller, 1843
- Cephalosilurus Haseman, 1911
- Cheirocerus Eigenmann, 1917
- Duopalatinus Eigenmann & Eigenmann, 1888
- Exallodontus Lundberg, Mago-Leccia & Nass, 1991
- Goslinia Myers, 1941
- Hemisorubim Bleeker, 1862
- Iheringichthys Eigenmann & Norris, 1900
- Leiarius Bleeker, 1862
- Luciopimelodus Eigenmann & Eigenmann, 1888
- Megalonema Eigenmann, 1912
- Merodontotus Britski, 1981
- Parapimelodus La Monte, 1933
- Perrunichthys Schultz, 1944
- Phractocephalus Agassiz in Spix & Agassiz, 1829
- Pimelodina Steindachner, 1876
- Pimelodus Lacepède, 1803
- Pinirampus Bleeker, 1858
- Platynematichthys Bleeker, 1858
- Platysilurus Haseman, 1911
- Platystomatichthys Bleeker, 1862
- Propimelodus Lundberg & Parisi, 2002
- Pseudoplatystoma Bleeker, 1862
- Sorubim Cuvier, 1829
- Sorubimichthys Bleeker, 1862
- Steindachneridion Eigenmann & Eigenmann, 1919
- Zungaro Bleeker, 1858